# Lay Zhang
Čang I-sing (čínsky pchin-jinem Zhāng Yìxīng, znaky 张艺兴; *7. října 1991), lépe známý jako Lay Zhang a nebo pouze Lay (korejsky 레이), je čínský raper, zpěvák, skladatel, hudební producent, tanečník a herec. Debutoval v roce 2012 jako člen korejsko-čínské hudební skupiny EXO a svého času její podskupiny EXO-M. Je také známý pro své role ve filmech a televizních seriálech, jako jsou Čchien žen 2: Pej tchaj fan ťi čan (2015), Lao ťiou men fan-waj č' er jüe chua kchaj (2016), Kung fu Yoga (2017), I čchu chao si (2018), Chuang ťin tchung a Ta ming feng chua (2019).
V říjnu 2016 vydal své první EP Lose Control. Lay byl v roce 2017 uveden v časopisu Forbes v seznamu 100 nejvlivnějších čínských celebrit, kde se umístil na 20. místě. V roce 2019 byl na 11. místě a o rok později se dostal na 5. místo v tomto žebříčku.

## Mládí
Čang I-sing se narodil jako Čang Ťia-šuaj (čínsky 张加帅) 7. října 1991 v Čchang-ša v Číně.

## Osobní život
Ve své autobiografii Standing Firm at 24 prozradil, že na jevišti bojoval s úzkostí, ale díky tvrdému tréninku byl schopen to boku ostatních členů EXO překonat.
Lay podporuje politiku jednotné Číny a ohradil se proti jakýmkoliv činům, které Čínu rozdělují. V srpnu 2019 během protestů v Hongkongu vyjádřil podporu hongkongské policii a na svém oficiálním účtu Weibo se prohlásil za "jednoho z 1, 4 miliardy strážců čínské vlajky".

## Diskografie

### Studiové album
| Název        | Datum vydání              |
| ------------ | ------------------------- |
| Lay 02 Sheep | 7. října 2017             |
| Namanana     | 19. října 2018            |
| Lit          | 1. část - 1. června 2020  |
| Lit          | 2. část - 21. června 2020 |
| Producer     | 5. února 2021             |

### EP
| Název               | Datum vydání      |
| ------------------- | ----------------- |
| Lose Control        | 28. října 2016    |
| Winter Special Gift | 22. prosince 2017 |
| Honey               | 14. června 2019   |

## Filmografie

### Film
| Rok           | Název                                     | Role           | Poznámky    |
| ------------- | ----------------------------------------- | -------------- | ----------- |
| 2015          | Čchien žen 2: Pej tchaj fan ťi čan        | Le-e Siang-che |             |
| 2015          | Cchung tchien er ťiang                    | Le I           |             |
| 2016          | Ťi sien tchiao čan č’ chuang ťia pao cang | sám sebe       |             |
| 2016          | Lao ťiou men fan-waj č' er jüe chua kchaj | Er Jüe-chung   | webový film |
| 2017          | Kung fu Yoga                              | Ču Siao-kuang  |             |
| 2017          | Ťien ťün ta jie                           | Lu Te-ming     |             |
| 2017          | Auta 3                                    | Jackson Storm  | dabing      |
| 2018          | I čchie žu ni                             |                | cameo       |
| 2018          | I čchu chao si                            | Siao Sing      |             |
| bude oznámeno | Pu jü sing tung                           |                |             |
| bude oznámeno | Pi cuej! Aj pa                            | Chan Pin       |             |

### Televize
| Rok  | Název                     | Role                        |
| ---- | ------------------------- | --------------------------- |
| 1998 | Can lao paj sing          | Chuan Chuan                 |
| 2015 | Exo Next Door             | sám sebe                    |
| 2016 | Chao sien šeng            | Siao Cchaj (Cchaj Ming-ťün) |
| 2016 | Lao ťiou men              | Er Jüe-chung                |
| 2017 | Čchiou chun ta cuo čan    | Jen Siao-laj                |
| 2018 | Ša chaj                   | Ťie Jü-čchen                |
| 2019 | Chuang ťin tchung         | Čuang Žuej                  |
| 2019 | Ta ming feng chua         | Ču Čchi-čen                 |
| 2021 | Li siang čao jao čung kuo | Siung Ta-čchen              |
| 2021 | Siang feng š’ ťie         | Ning Šu                     |
| 2021 | Sao chej feng pao         | Lin Chao                    |